# Jacques Rémy
Jacques Rémy (Estambul, 21 de junio de 1911 - París, 1 de diciembre de 1981) fue un guionista francés de origen turco.

## Biografía
Jacques Rémy se llamaba en realidad Raymond Assayas. Aunque nacido en Constantinopla (actual Estambul), pasó su infancia en Tesalónica, donde su padre trabajaba en la banca, antes de salir para Italia, en la década de 1920. Durante la Segunda Guerra Mundial, se refugió en América del Sur, donde colaboró en varias películas. Uno de los proyectos fue el filme Chile, con guion de Jules Supervielle. Un segundo proyecto fue El molino de los Andes, película considerada como desaparecida hasta 1995. También trabajó en Argentina, en el filme Conflicto (1938), de Léonide Moguy, titulado El gran secreto. Volvió a Francia una vez liberada.
Su hijo, Olivier Assayas, es también director de cine.

## Filmografía seleccionada
- El gran secreto (1942)
- The Damned (1947)
- The Secret of Mayerling (1949)
- The Fighting Men (1950)
- The Big Meeting (1950)
- Paris Vice Squad (1951)
- Paris Is Always Paris (1951) Matrimonial Agency (1952)
- The House on the Dune (1952)
- Cavallina storna (1953)
- Passionate Song (1953)
- Follow That Man (1953)
- Beatrice Cenci (1956)
- The Night Heaven Fell (1958)
- The Cat (1958)
- The Cat Shows Her Claws (1960)
- All the Gold in the World (1961)
- Casablanca, Nest of Spies (1963)
- The Dirty Game (1965)